# 文学革命
文学革命（ぶんがくかくめい）もしくは白話運動（はくわうんどう）は、1910年代後半の中国においておきた、それまでの書き言葉としての古文から、話し言葉としての白話への転換を推し進め、言文一致を目指す運動である。

## 概要
中国では、漢代以来、古典の語彙や語法を基礎とする文語文が正統とされてきた。しかし、アメリカに留学した胡適は、当地の口語文の写実性と大衆的コミュニケーションという情報伝達能力をもつこと、それが国民国家においてメディア言語として、文語文を圧倒していることを痛感させられた。彼は、これまでの中国における「士大夫階級イコール文語文、下層民イコール白話（古典口語文）」という言語価値体系を転換し、「文語文イコール旧、口語文イコール新」という「言語進化論」を着想した。そして1916年8月の彼の日記に、口語文の全面的使用を内容とする「文学革命八条件」を記した。
1. 内容のあることを語る。
2. 古人の模倣をしない。
3. 文法を重んじる。
4. 無病の呻吟をしない（病気でもないのに苦しがることをしない）。
5. 陳腐な言葉を用いない（使い古された決まり文句を用いない）。
6. 典故を用いない。
7. 対句を重んじない。
8. 俗字俗語を避けない（口語で詩や詞を作ることを厭わない）。

である。1の「内容のあることを言う」は、4の「無病の呻吟をしない」と同じである。2の「古人のまねをしない」は、3の「文法を重んじる」と同じで、西洋文法のように主部述部や複文といった構造を意識するとであり、7の「対句を重んじない」と表裏の関係にある。5の「使い古された決まり文句を用いない」と6の「典故を用いない」も、2と3に関わり、8の「俗字俗語を避けない」は、これらの反対側から表現したものである。要するに、科挙の影響を受けた知識人が使う古典文語文の使用をやめ、庶民の用いる白話文を用いて文章を綴ろうということである。この「文学革命八条件」は翌1917年1月号の雑誌「新青年」に「文学改良芻議」という題名の論文として発表された。これをうけ同紙編集長の陳独秀は、次号巻頭に「文学革命論」を書き、「貴族文学・古典文学・隠遁文学を打倒して、平民文学・写実文学・社会文学を建設しよう」と呼びかけた。また、1918年に、魯迅は『狂人日記』を著して、おもてでは礼節を説く「儒教」が裏では生命の抑圧者として「人を食って」きたことを指摘して「真の人間になる」ことを説いた。
雑誌「新青年」は、1915年の創刊で、主な執筆者は、魯迅 、胡適、周作人など北京の知識人とりわけ北京大学教授陣で占められ、民主と科学を標榜し、儒教イデオロギーを批判して全面欧化論を唱えていた。文学革命は、この「新青年」により実行されたのである。そして同年から「新青年」の紙面のほぼ全部で白話文が採用されるようになり、白話運動は劇的に進行する。

## 文学革命の意義
文学革命は、単に文言を排して白話を採用したというだけのことではない。白話の採用だけなら、それ以前も通俗小説用として近世白話が用いられていたし、大衆啓蒙としての白話報や白話叢書も発行されていた。しかし、文人相互の間では全く正統な文体として認められていなかった。文学革命は、そのような白話に正統的な地位を与えたという意味で画期的である。